# 궐석재판
궐석재판(闕席裁判)란 피고인이 출정을 하지 않은 상태에서 피고인의 출석없이 재판을 하는 것이다. 
궐석재판은 피고인이 공석인 상태에서 진행되는 재판이니만큼 피고인의 입장에서 항변할 기회가 일반재판에 비해 작아지거나 아예 없는 경우가 발생한다. 이 때문에 궐석재판은 일반재판에 비해 피고에게 한없이 불리하다는 특징을 갖고 있으며 법 형평성을 위배할 가능성도 생긴다. 다르게 말하자면 피고가 그에 합당한 처벌이 아닌 피고 자신이 저지른 죄보다 더한 형벌을 받을 가능성이 높은 재판이 궐석재판이다.
또한 특정 인물을 피고로 몰아서 죄를 묻기 위해 고의로 피고 몰래 궐석재판을 실시하는 경우도 발생한다.
따라서 각국에서는 피고에게 불출석에 큰 책임이 있는 경우에만 궐석재판을 허용하거나, 또는 피고인의 소재가 파악되지 않은 상태에서 궐석재판을 하는 것을 허용하되 추후 피고인이 등장하면 다시 재판을 여는 방식으로 균형을 꾀하고 있다.

## 대한민국
피고인이 출석하지 아니하면 개정하지 못하는 경우에 구속된 피고인이 정당한 사유없이 출석을 거부하고, 교도관리에 의한 인치(引致)가 불가능하거나 현저히곤란하다고 인정되는 때에는 피고인의 출석없이 공판절차를 진행할 수 있다(형소277의2①).
피고인의 출석 없이 공판절차를 진행할 경우에는 출석한 검사 및 변호인의 의견을 들어야 한다(형소277의2②). 약식명령에 대하여 정식재판을 청구한 피고인이 공판기일에 2회불출석한 경우에도 궐석재판을 할 수 있게 하고 있다(형소458②). 이는 형사절차의 신속한 진행을 가능하게 하기 위한 규정이다.
과거 권위주의 정부 시대에 김형욱을 겨냥해 반국가행위자의 처벌에 관한 특별조치법을 제정한 뒤 상대로 생사가 알려지지않은, 아마도 정부기관에 의해 피살됐을 개연성이 높은 상태에서 피해자 없이 궐석 재판으로 유죄를 선고한 일이 있었다. 김형욱의 유족은 나중에 상소권을 회복하여 무죄를 선고받았다. 오늘날에 이렇게 궐석재판의 요건이 충족되지 않은 상태에서는 원칙적으로 재판이 진행되어서는 안되지만, 어떠한 이유에서 재판이 진행되어 형이 확정되는 경우 피고가 이의를 제기하면 종전 판결이 파기된뒤 다시 재판을 열게 된다.

## 유럽
구속피고인이 아닌 도주중인 범죄혐의자, 또는 신원이 파악되지 않은 범죄인을 기소하는 것을 허용하는 국가가 많다. 그러나 이런 식의 궐석재판의 경우 유럽인권협약과 유럽인권재판소 판결에 따라 피고가 요구한다면 피고가 참여한 상태에서 새 재판을 열어야 한다.